# Club Deportivo Agut
El Club Deportiu Agut, CD Agut,  fue un club catalán de fútbol de la ciudad de Tarrasa, en la provincia de Barcelona (España).

## Historia
El club fue fundado el 1 de diciembre de 1946 con el nombre de CD Talleres Agut como sección de fútbol dentro de la empresa del mismo nombre, Agut S.A. En sus inicios participó en ligas de productores, logrando varios éxitos. En la temporada 1948-49 fueron campeones locales y en la temporada 1950-51 subcampeones provinciales. En septiembre de 1951 ingresó a la Federación Catalana con el nombre de CD Agut y la siguiente temporada se proclamó campeón de su grupo de Segunda Regional y subcampeón de Cataluña de la categoría. Posteriormente jugó en Primera Regional B y Primera Regional hasta que en 1956 ascendió a la Tercera División. La primera temporada en esta categoría logró una brillante séptima posición, mientras que en la segunda fue 18.º y perdió la categoría.
En 1959 el club se dio de baja de la Federación, abandonando las competiciones oficiales, y regresó a su antiguo nombre de CD Talleres Agut y a las competiciones de clubes de empresa, quedando federados solo los equipos de fútbol base.
Fue uno de los varios clubes catalanes, como fue el caso de la SD Espanya Industrial o el CD Fabra i Coats, que surgieron como clubes de empresa y alcanzaron hitos importantes en el fútbol catalán. En 1966 se constituyó el baloncesto femenino y participaron en los campeonatos de Barcelona.

## Temporadas
- 1951-1952: Segunda Regional 1.º
- 1952-1953: Primera Regional B 2.º
- 1953-1954: Campeonato de Cataluña, Segunda Categoría 1.º y 4.º en la promoción de ascenso[7]
- 1954-1955: Campeonato de Cataluña, Primera Categoría 9.º
- 1955-1956: Campeonato de Cataluña, Primera Categoría 7.º[8]
- 1956-1957: Tercera División 7.º
- 1957-1958: Tercera División 18.º
- 1958-1959: Campeonato de Cataluña, Primera Categoría 14[8]
- 1966-1967: campeonato de baloncesto femenino inicio de temporada del baloncesto femenino.